# Nannoperca
Nannoperca é um gênero de perca da família Percichthyidae.

## Espécies
Este gênero contém as seguintes espécies:
- Nannoperca obscura
- Nannoperca oxleyana
- Nannoperca variegata

1. ↑  «Nannoperca»